# Giuseppe Mani
Giuseppe Mani (Rufina, 21 giugno 1936) è un arcivescovo cattolico italiano.

## Biografia
Nasce a Rufina, nella città metropolitana di Firenze e nella diocesi di Fiesole, il 21 giugno 1936.

### Formazione e ministero sacerdotale
Viene ordinato sacerdote il 12 marzo 1960 per la diocesi di Fiesole. Dopo aver esercitato il servizio pastorale in qualità di coadiutore nella parrocchia di Faella in Valdarno, è stato a disposizione dell'ordinariato militare in Italia per assumere il ruolo di direttore spirituale del seminario per futuri cappellani militari di Pomezia fino al 1996.
Nel frattempo ha conseguito la laurea in utroque iure presso la Pontificia Università Lateranense e la licenza in Teologia morale e spirituale, rispettivamente presso l'Accademia Alfonsiana e presso l'Istituto di Spiritualità della Pontificia Università Gregoriana. Dopo essere stavo vicario cooperatore della parrocchia Santi Marcellino e Pietro in Roma, è stato nominato nel 1968, direttore spirituale del Pontificio Seminario Romano Minore e nel 1970 direttore spirituale del Pontificio Seminario Romano Maggiore. Ha svolto tale incarico fino al 1978, anno in cui ha assunto, quale rettore, la direzione del medesimo Seminario.

### Ministero episcopale

#### Ausiliare di Roma e Ordinario militare
Il 29 ottobre 1987 papa Giovanni Paolo II lo nomina vescovo titolare di Zaba e ausiliare di Roma.
Riceve l'ordinazione episcopale il 7 dicembre 1987 dal cardinale Ugo Poletti (co-consacranti: arcivescovo Ennio Appignanesi, vescovo Plinio Pascoli). Riceve l'incarico di vescovo ausiliare del Settore Est e di incaricato della pastorale familiare nell'intera Città di Roma. Inizia così sotto la sua guida il lavoro del Centro per la Pastorale Familiare. A lui si deve la fondazione del primo consultorio familiare cattolico della diocesi di Roma. Fonda il periodico Famiglie a Roma dedicato alle risorse e alle problematiche delle famiglie della capitale.
Il 31 gennaio 1996 è promosso arcivescovo dell'ordinariato militare in Italia e, in quanto tale, riceve anche il grado di generale di corpo d'armata.

#### Arcivescovo di Cagliari
Il 20 giugno 2003 viene nominato da papa Giovanni Paolo II arcivescovo di Cagliari. Il 4 settembre prende possesso canonico e il 6 settembre inizia il servizio episcopale nell'arcidiocesi di Cagliari. Dal 12 dicembre 2006 è presidente della Conferenza episcopale sarda.
Poco tempo dopo il suo insediamento dà inizio alla canonica visita pastorale dell'arcidiocesi, che lo porterà in alcuni anni a visitarne l'intero territorio. La visita è finalizzata alla migliore conoscenza del territorio e delle realtà pastorali diocesane per un più adeguato svolgimento del ministero spirituale e di governo.
Nel 2007, in accordo con la Soprintendenza per i Beni Architettonici di Cagliari, promuove i lavori di adeguamento liturgico della Cattedrale di Santa Maria alla riforma conciliare. Nell'ambito dei suddetti lavori, viene rimosso nel presbiterio il paliotto barocco che celava l'originale altare maggiore romanico, che viene così riportato alla luce. Sempre dal presbiterio viene spostato in una cappella laterale il maestoso tabernacolo d'argento di epoca seicentesca, conferendogli così maggiore visibilità e fruibilità.
Il 19 gennaio 2008 inaugura le missioni popolari per la città di Cagliari: per due settimane le strade e le case di Cagliari e dei centri confinanti vengono attraversate da missionari che svolgono diverse catechesi e predicazioni. Le missioni si chiudono il 3 febbraio 2008 con la beatificazione di suor Giuseppina Nicoli a Cagliari, presieduta dal cardinale José Saraiva Martins. Si tratta della prima cerimonia di beatificazione avvenuta a Cagliari.
Nel 2008 ricorre anche il primo centenario della proclamazione della Madonna di Bonaria patrona massima della Sardegna. Tale ricorrenza viene celebrata - tra l'altro - con una solenne processione il 25 aprile. I festeggiamenti in onore della Madonna di Bonaria culminano con il viaggio apostolico a Cagliari di papa Benedetto XVI il 7 settembre 2008 organizzato da mons. Mani in collaborazione con sacerdoti e laici dell'arcidiocesi.
Il 10 maggio 2008 indice un sinodo diocesano a settant'anni di distanza dal precedente: una vasta consultazione di tutti i fedeli conduce all'emanazione degli atti finali che delineano i contorni e gli obiettivi dell'arcidiocesi di Cagliari per gli anni a venire.
Il 20 maggio 2010 inaugura a Cagliari il nuovo College universitario "Sant'Efisio" ricavato nelle strutture del Seminario arcivescovile.
Il 17 luglio 2010, in un incontro coi parrocchiani di Sant'Eulalia, nel quartiere di Marina, prima del trasferimento di don Mario Cugusi, parroco da 30 anni, rispondendo alle domande dei presenti ha affermato: "non vorrei che pensaste che voi amate la Chiesa e il Vescovo la odia, che voi siete intelligenti e io un cretino che fa le scelte. Levatevelo di testa, questo nella Chiesa non vige; questa non è Chiesa, questa è baracca!" e si è poi allontanato, tra la contestazione di diversi cittadini, e ha lasciato il quartiere tra i fischi. Il parroco ha proposto ricorso alla Congregazione per il Clero contro il trasferimento, ma il ricorso è stato respinto a luglio del 2011. L'arcivescovo ha confermato la sua decisione (divenuta effettiva con l'insediamento a Sant'Eulalia del nuovo parroco) affermando che "nessuno può reputarsi insostituibile nel servizio reso a Dio e alla Chiesa" e lamentando il mancato confronto con gli organizzatori della ribellione a Sant'Eulalia. In seguito l'associazione "Cresia", formata dalle stesse persone che organizzarono l'episodio di Sant'Eulalia, ha proseguito nella periodica contestazione dell'arcivescovo sul proprio sito appositamente creato.
L'11 settembre 2010 ha ordinato undici nuovi sacerdoti nella Basilica di Bonaria a Cagliari. Nel complesso mons. Mani ha ordinato circa 40 sacerdoti nel corso del suo ministero episcopale a Cagliari, oltre all'ordinazione episcopale di mons. Mosè Marcia.
Il 12 maggio 2011 celebra la Messa durante la quale vengono consegnate alla città di Cagliari le reliquie del santo martire Sant'Efisio, patrono della diocesi. Sino a questo momento le reliquie del Santo, che a Cagliari viene venerato sia nel giorno della ricorrenza liturgica 15 gennaio, che nella apposita Sagra di sant'Efisio, erano custodite a Pisa.
Il 15 giugno 2011 in un editoriale per il settimanale diocesano annuncia che il 21 giugno 2011, giorno del suo settantacinquesimo compleanno, avrebbe rimesso il mandato nelle mani del Papa, rendendosi pienamente disponibile a lasciarlo o a continuarlo sinché richiesto. Nel corso del suo ministero a Cagliari, ha pubblicato cinque lettere pastorali e ha fondato il nuovo settimanale diocesano, Il Portico, in sostituzione del vecchio settimanale NuovOrientamenti.
Il 26 ottobre 2011 subisce un intervento chirurgico all'Ospedale Oncologico di Cagliari per l'asportazione di un tumore al colon, poi rivelatosi un semplice polipo. È lo stesso Mani a darne notizia ai fedeli chiedendo preghiere e raccontando poi i particolari del ricovero.
Il 25 febbraio 2012 papa Benedetto XVI accoglie la sua rinuncia alla guida dell'arcidiocesi di Cagliari per raggiunti limiti di età e nomina suo successore Arrigo Miglio, finora vescovo di Ivrea. Mons. Mani continua a reggere la diocesi in qualità di amministratore apostolico. Il 16 aprile 2012 conclude il suo ministero pastorale a Cagliari con una celebrazione eucaristica a Bonaria.

#### Il periodo successivo al ministero attivo
Dopo aver lasciato Cagliari fa rientro a Roma, dove stabilisce la sua dimora presso le Suore Compassioniste Serve di Maria. Continua a gestire il suo sito web che era stato inaugurato in occasione del 50º anniversario di sacerdozio.
Il 5 giugno 2012 apre i lavori del Convegno pastorale dell'arcidiocesi di Salerno-Campagna-Acerno con una relazione sulla famiglia come prima cellula per l'educazione cristiana. Inoltre, negli ultimi tempi ha dato corso a un'intensa attività di catechesi e di predicazione di esercizi spirituali.
Il 30 novembre 2012 celebra una messa nella Basilica di Santa Croce in Gerusalemme in suffragio di don Andrea Santoro, sacerdote romano ucciso a Trebisonda, in Turchia, nel 2006. Don Andrea Santoro, infatti, era stato alunno del Seminario Romano nel periodo in cui Mani ne era il rettore.
Il 7 dicembre 2012 ha festeggiato il venticinquesimo anniversario della propria consacrazione episcopale. Per l'occasione inaugura un sito web nel quale inserisce testi di predicazione, meditazioni e commenti.

## Genealogia episcopale e successione apostolica
La genealogia episcopale è:
- Cardinale Scipione Rebiba
- Cardinale Giulio Antonio Santori
- Cardinale Girolamo Bernerio, O.P.
- Arcivescovo Galeazzo Sanvitale
- Cardinale Ludovico Ludovisi
- Cardinale Luigi Caetani
- Cardinale Ulderico Carpegna
- Cardinale Paluzzo Paluzzi Altieri degli Albertoni
- Papa Benedetto XIII
- Papa Benedetto XIV
- Papa Clemente XIII
- Cardinale Marcantonio Colonna
- Cardinale Giacinto Sigismondo Gerdil, B.
- Cardinale Giulio Maria della Somaglia
- Cardinale Carlo Odescalchi, S.I.
- Cardinale Costantino Patrizi Naro
- Cardinale Lucido Maria Parocchi
- Papa Pio X
- Cardinale Gaetano De Lai
- Cardinale Raffaele Carlo Rossi, O.C.D.
- Arcivescovo Gilla Vincenzo Gremigni, M.S.C.
- Cardinale Ugo Poletti
- Arcivescovo Giuseppe Mani

La successione apostolica è:
- Vescovo Mosè Marcia (2006)